# Eusandalum brevistylus
Eusandalum brevistylus är en stekelart som beskrevs av Girault 1922. Eusandalum brevistylus ingår i släktet Eusandalum och familjen hoppglanssteklar. Inga underarter finns listade i Catalogue of Life.